# Lauterbach (Bade-Wurtemberg)
Pour les articles homonymes, voir Lauterbach.
Lauterbach est une commune dans l'arrondissement de Rottweil (Landkreis Rottweil) dans le Bade-Wurtemberg.

## Géographie
Lauterbach se trouve en pleine Forêt-Noire. Le village principale de Lauterbach se trouve encaissé dans la vallée étroite de la Lauterbach, le hameau du Sulzbach dans la vallée ouverte du Sulzbachtal.
Les villes et communes suivantes se trouvent aux frontières communales de Lauterbach : Schiltach, Wolfach, Schramberg et Hornberg.

## Liens externes

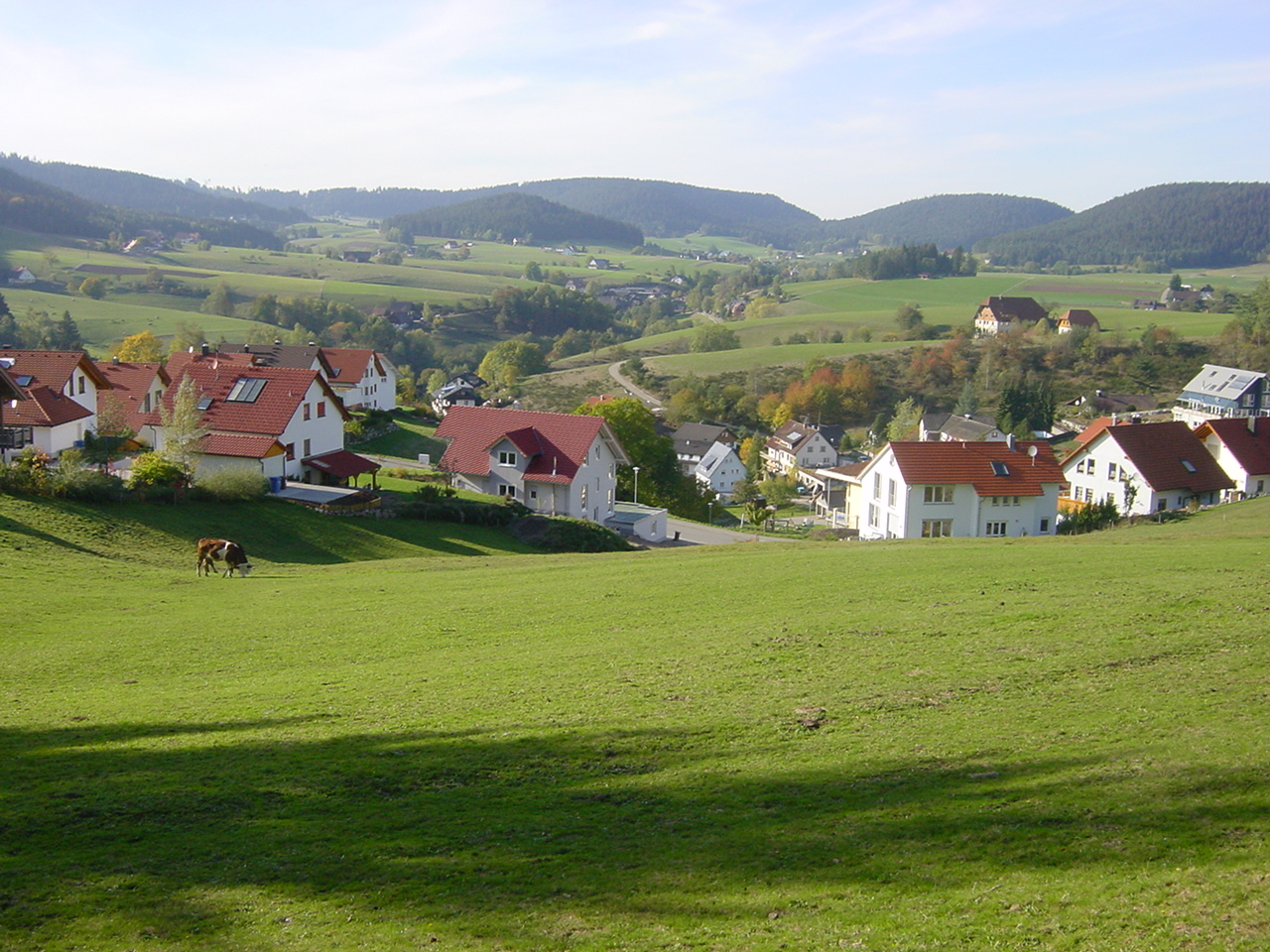
Le pittoresque hameau du Sulzbach appartient à la commune de Lauterbach

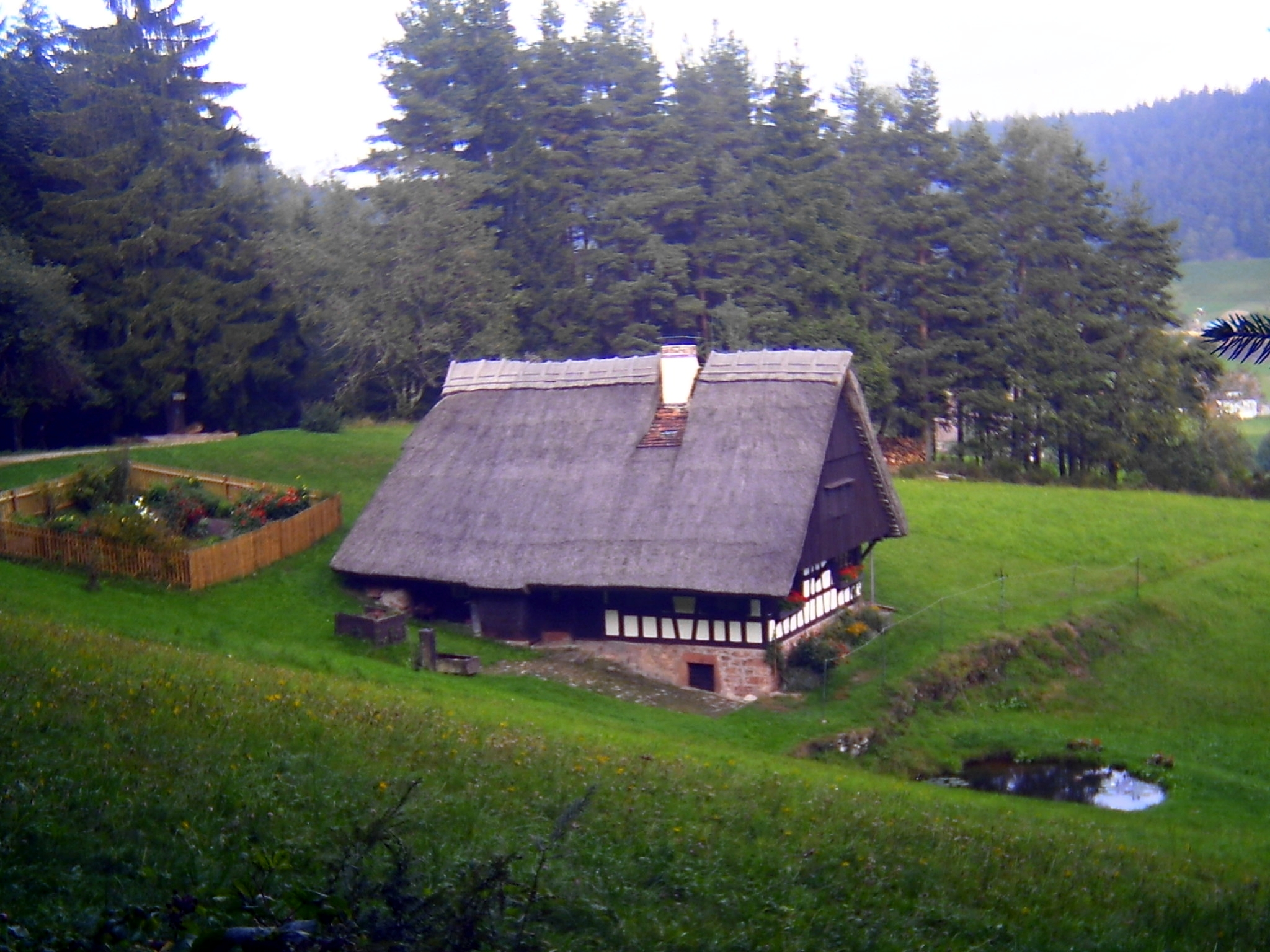
Le Kapfhäusle dans le Sulzbachtal à Lauterbach

## Personnages liés
- Johann Georg Heine
- Jakob Heine
- Wilhelm Kimmich